# فور کورنر (وایومنیگ)
فور کورنر (به انگلیسی: Four Corners) یک منطقهٔ مسکونی در ایالات متحده آمریکا است که در شهرستان وستون، وایومینگ واقع شده‌است. فور کورنر ۱٬۷۸۴٫۰۲ متر بالاتر از سطح دریا واقع شده‌است.